# Карл Баденский
Карл Фридрих Густав Вильгельм Максимилиан Баденский (нем. Karl Friedrich Gustav Wilhelm Maximilian von Baden; 9 марта 1832, Карлсруэ — 3 декабря 1906, там же) — баденский принц, генерал кавалерии прусской армии.

## Биография
Карл Баденский — младший сын великого герцога Леопольда Баденского и его супруги Софии Шведской. Как и старший брат Вильгельм, Карл посвятил себя военному делу. Он служил в кавалерии великогерцогской баденской армии, затем перешёл на службу Австрии. После поражения баденской армии в Австро-прусско-итальянской войне в 1866 году Карл Баденский во Франко-прусскую войну 1870—1871 годов командовал баденским санитарным корпусом.
17 мая 1871 года Карл Баденский вступил в морганатический брак с баронессой Розалией фон Бейст (1845—1908), дочерью барона Вильгельма фон Бейста. Супруга Карла получила наследный титул графини фон Рены. Супруги проживали во дворце Баушлотт. Графиня Розалия вела активную социальную работу: в деревне Нойлинген она основала женское объединение и оказывала поддержку детскому саду. В браке у Карла Баденского родился сын Фридрих фон Рена, ставший дипломатом.
После объединения Германии баденская армия вошла в состав прусской армии, Карл Баденский получил звание генерал-майора и стал шефом 3-го баденского драгунского полка. В сентябре 1873 года получил звание генерал-лейтенанта, в марте 1883 года — генерала кавалерии. Карл Баденский заседал в первой камере баденского сословного собрания, в 1897—1906 годах являлся её председателем. Похоронен в Великогерцогской усыпальнице.